# Tamseuxoa ingoufii
Tamseuxoa ingoufii là một loài bướm đêm trong họ Noctuidae.